# Albanus (Cognomen)
Albanus ist ein römisches Cognomen, welches unter anderem bei der gens Venturia verbreitet war. Der Name hatte im Laufe der Zeit wahrscheinlich mehrere Ursprünge:
- Ein früher Entstehungsweg geht auf Roms Mutterstadt Alba Longa am Albaner See in den Albaner Bergen sowie die italischen Städte Alba im Piemont und Alba Fucens zurück.
- Ein weiterer Entstehungsweg leitet sich vom illyrischen Volk der Albanoi ab, auf welche der moderne Name der Albaner zurückgeht.
- Ein später Entstehungsweg ist die Herleitung von Alba, dem gälischen Eigennamen Schottlands.

Der Ursprung und Verbreitungsweg des Namens lassen sich kaum nachvollziehen, sodass keine der möglichen Herkünfte definitiv bejaht oder verneint werden kann. Das Cognomen fand in der Kaiserzeit insbesondere in der einfachen Bevölkerung jedoch weitere Verbreitung und ging wohl im Namen Alban auf.

## Bekannte Namensträger
- Lucius Numerius Albanus, Flottenpräfekt in Ravenna 127
- Marcus Sempronius Albanus, Hohepriester und Agnothetes in Attaleia, 2. Jahrhundert
- Numerius Albanus, Praeses der Provinz Lusitania 336